# Remigijus Šimašius
Remigijus Šimašius (ur. 12 stycznia 1974 w Taurogach) – litewski prawnik i polityk, minister sprawiedliwości w rządzie Andriusa Kubiliusa od 2008 do 2012, poseł na Sejm Republiki Litewskiej, w latach 2015–2023 mer Wilna.

## Życiorys
W 1997 ukończył studia prawnicze na Uniwersytecie Wileńskim. W 2002 uzyskał stopień doktora nauk prawnych w katedrze filozofii prawa na Wydziale Prawa Litewskiego Uniwersytetu Prawa. Ukończył również szereg kursów i seminariów zagranicznych.
Od 1995 związany był z Litewskim Instytutem Wolnego Rynku, gdzie przez wiele lat był ekspertem i kierownikiem projektu, w latach 2004–2006 pełnił funkcję wiceprezesa i kierownika zespołu ekspertów, a w latach 2006–2008 był prezesem. Od 2002 do 2005 wykładał teorię prawa w Litewskim Uniwersytecie Prawa, a od 2005 do 2008 był wykładowcą Wydziału Prawa Uniwersytetu Wileńskiego. W latach 2003–2007 przewodniczył kolegium redakcyjnemu czasopisma naukowo-praktycznego "Teisės problemos".
Od 1995 był członkiem Litewskiego Związku Liberałów, pod koniec lat 90. zasiadł w zarządzie partii i kierował Komitetem Sprawiedliwości. Pozostał w ugrupowaniu po przekształceniu w Związek Liberałów i Centrum. Odszedł z partii w 2005. W latach 1997–1998 stał również na czele Litewskiej Młodzieży Liberalnej.
W latach 2000 i 2002 był wybierany do rady miejskiej Wilna. Działał w organizacjach pozarządowych. Współpracował m.in. z Centrum Informacji i Wsparcia Organizacji Pozarządowych oraz litewskim oddziałem Transparency International. Zasiadał w grupach roboczych i organach konsultacyjnych przy instytucjach państwowych. W latach 1999–2003 przewodniczył Komisji ds. Organizacji Pozarządowych przy Rządzie Republiki Litewskiej.
4 grudnia 2008 otrzymał nominację na stanowisko ministra sprawiedliwości z rekomendacji Ruchu Liberalnego Republiki Litewskiej. Obowiązki objął 9 grudnia. W wyborach parlamentarnych 2012 został wybrany do Sejmu. W grudniu tego samego roku zakończył urzędowanie na stanowisku rządowym.
W 2015 wystartował w wyborach na mera Wilna. 15 marca 2015 zwyciężył w drugiej turze głosowania bezpośredniego, pokonując dotychczas sprawującego ten urząd Artūrasa Zuokasa. W maju 2016 został tymczasowym przewodniczącym Ruchu Liberalnego Republiki Litewskiej, w czerwcu formalnie wybrany na tę funkcję. Wykonywał ją do grudnia 2017. W listopadzie 2018 zrezygnował z członkostwa w partii. 17 marca 2019 uzyskał reelekcję w wyborach na mera Wilna, ponownie pokonując w drugiej turze Artūrasa Zuokasa.
W czerwcu 2019 objął stanowisko wiceprzewodniczącego nowo powstałej Partii Wolności. W 2023 nie ubiegał się o ponowny wybór na mera; uzyskał wówczas mandat radnego miejskiego.